# Supremus
 (décembre 2022).
Si vous disposez d'ouvrages ou d'articles de référence ou si vous connaissez des sites web de qualité traitant du thème abordé ici, merci de compléter l'article en donnant les références utiles à sa vérifiabilité et en les liant à la section « Notes et références ».

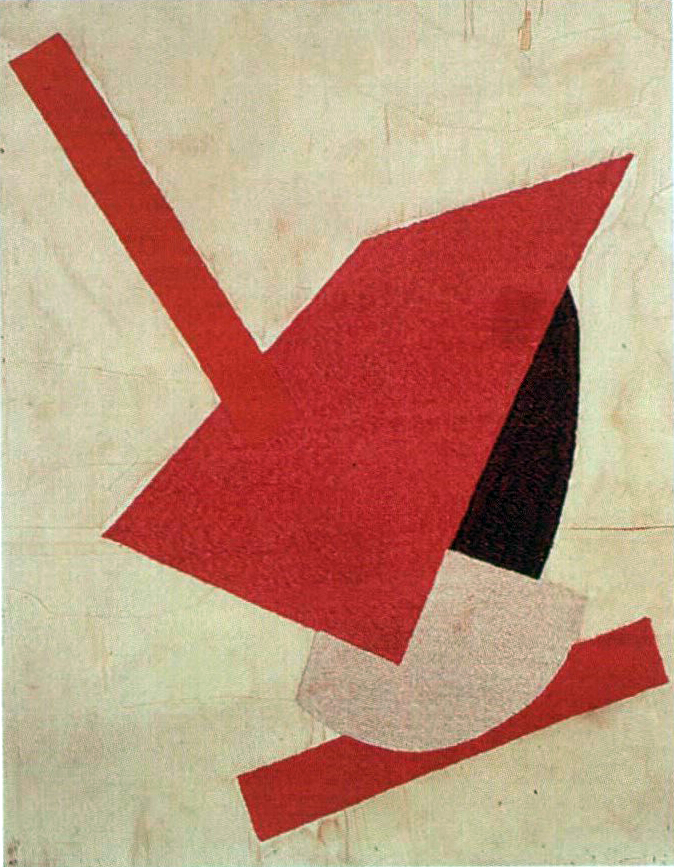
Composition suprématiste (Genke-Meller, 1915)

Supremus (en russe : Супремус) est un groupe d'artistes de l'avant-garde russe dirigé par le père du suprématisme, Kasimir Malevitch.

## Historique
Fondé en 1915, il comprenait notamment, en plus de Kasimir Malevitch, Alexandra Exter, Lioubov Popova, Olga Rozanova, Ivan Klioune, Jean Pougny, Nadejda Oudaltsova, Nina Genke et Ksenia Bogouslavskaïa. Il a été dissous en 1916, un an après sa création.

## Commentaires
Malgré le fait que l’existence du groupe Supremus fut de courte durée, il a permis la création d'œuvres d'art qui eurent un impact non seulement sur l'art russe moderne, mais aussi dans l'ensemble du monde artistique[réf. nécessaire].